# Uroleucon hyssopii
Uroleucon hyssopii är en insektsart. Uroleucon hyssopii ingår i släktet Uroleucon och familjen långrörsbladlöss. Inga underarter finns listade i Catalogue of Life.